# Бузький Гард (національний природний парк)
«Бу́зький Гард» — національний природний парк в Україні, в межах Миколаївської області, на річці Південний Буг. Історична назва козацької паланки Війська Запорозького, яка розміщувалася на місці злиття річок Великий Ташлик і Південний Буг.

## Історія
Інформація про унікальний природний ландшафт нинішнього НПП була відома далеко за межами України ще у 1920 роках. 1929 року в журналі «Краеведение» (Ленінград) було опубліковано Перелік ділянок і окремих об'єктів природи, що потребують охорони, що містився на той час у картотеці Комісії з охорони природи, пам'яток мистецтва, побуту і старовини при Ленінградській групі Центрального Бюро Краєзнавства. Для друку витяг по всіх одиницях тодішнього СРСР підготував А. П. Васильківський. Інформація про урочище також включена до статті в переліку 250 найважливіших об'єктів природи, що потребують заповідання в СРСР.

## З історії формування
НПП «Бузький Гард» створено Указом Президента України від 30.04.2009 № 279/2009. Відповідно до Указу Президента розроблено і затверджено наказом Міністра охорони навколишнього природного середовища від 19.06.2009 року Положення про НПП «Бузький Гард». Серед інших, значних зусиль щодо створення Національного природного парку доклав відомий український природоохоронець Сергій Таращук.
Територія НПП частково збігається з РЛП «Гранітно-степове Побужжя», проте на сьогодні це дві різні природоохоронні одиниці (установи), у кожної з яких є свої задачі, підпорядкування і управління. Попри це, в українській вікіпедії регулярно виникають пропозиції вважати ці дві установи однією та об'єднати відповідні статті. РЛП підпорядкований облраді і має офіс у Первомайську, НПП підпорядкований Мінприроди і має офіс у Мигії.

## Розташування
Національний природний парк «Бузький Гард» розташований в долині річки Південний Буг, від міста Первомайськ до смт Олександрівка Вознесенського району, а також у долині річки Велика Корабельна від села Благодатне до села Семенівка Арбузинського району, та річки Мертвовод від села Петропавлівка Братського району до села Актового Вознесенського району, включаючи долину річки Арбузинка від села Трикрати до села Актового. 

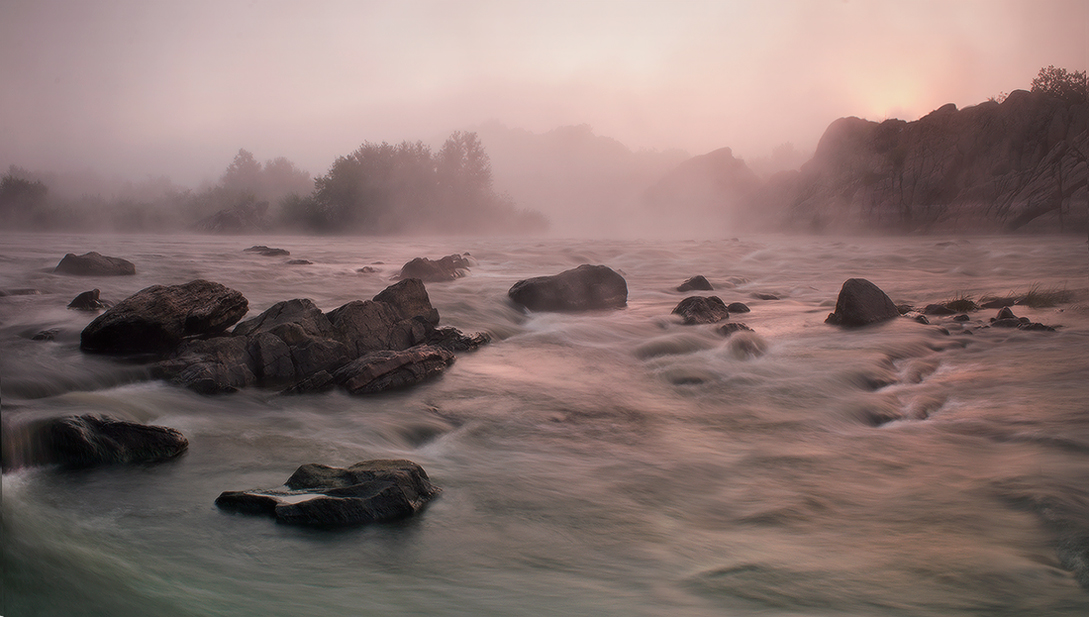
Пороги Південного Бугу

Найвища висота на території Національного природного парку — 120 м над рівнем моря біля села Мигія Первомайського району в урочищі «Літній хутір». Найвища висота 17 м — урочище Гард з правого берега річки Південний Буг в околицях села Богданівка.

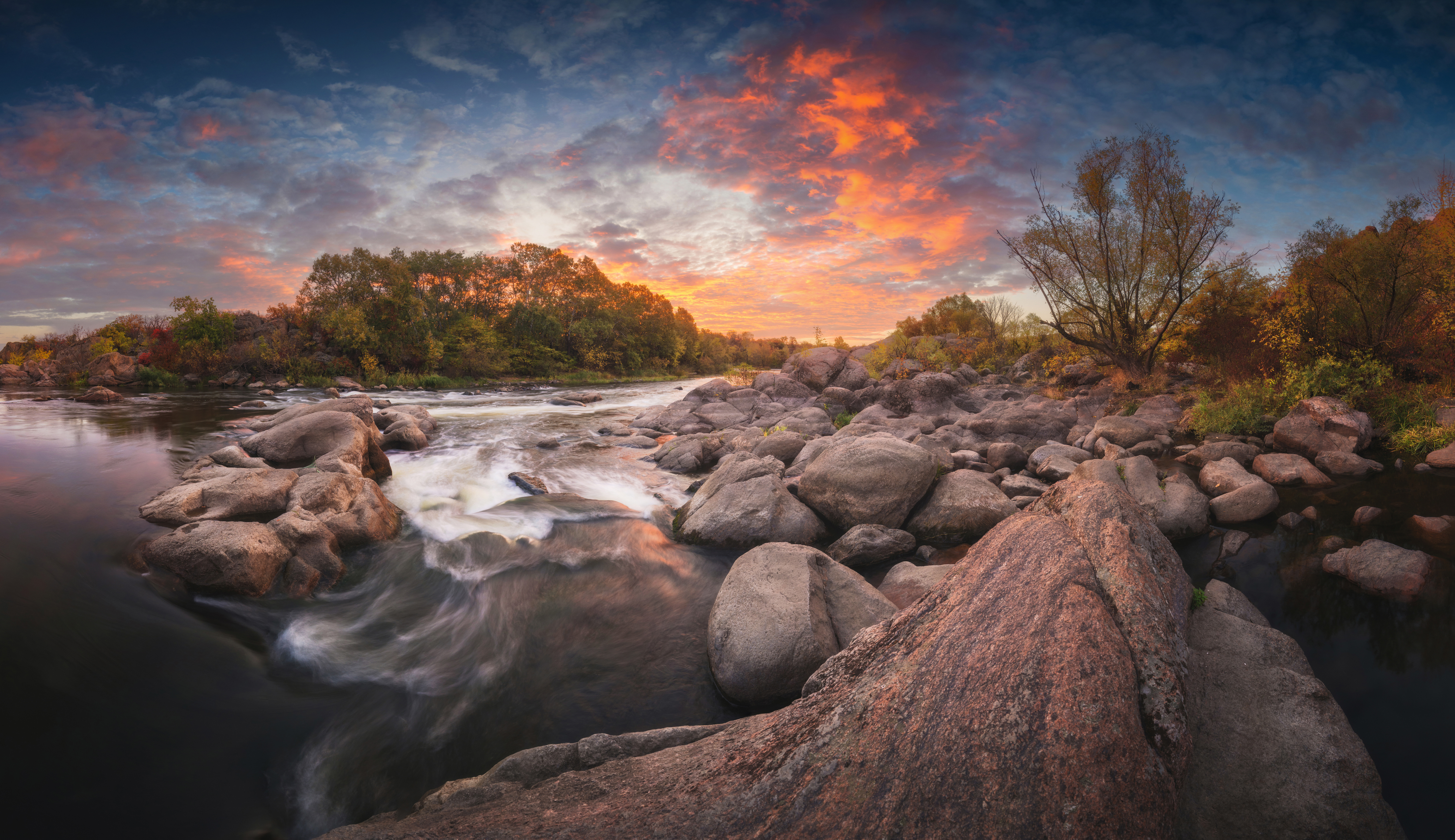
Пороги на світанку

Загальна площа території парку становить 6138,13 га, в тому числі 2650,85 га земель, що надаються парку у постійне користування, і 3487,28 га земель, що включаються до його складу без вилучення у власників земельних ділянок та землекористувачів.
Національний природний парк «Бузький Гард» розташований на південно-західному схилі найбільшої геоструктурної області України — Українського кристалічного щита, що складений товщею тріщинуватих скельних порід нижнього протерозою, продуктами їх вивітрювання, яка вкрита осадовими утвореннями різного ступеня обводненості.
У межах парку чітко виділяється плато з пологими схилами. Плато розсічене долинами річок Південний Буг, Мигійський Ташлик, Корабельна, Мертвовод, Арбузинка та Бакшала на окремі ділянки, що у свою чергу розчленовані мережею балок та ярів, найбільші з яких впадають безпосередньо у долину річки Південний Буг. Таких балок на лівобережжі річки нараховується 13, а на правобережжі — 16.

## Території ПЗФ у складі Парку
Об'єкти природно-заповідного фонду місцевого значення, що входять до складу території Парку:
- іхтіологічний заказник «Південнобузький» — 40,0 га,
- ботанічна пам'ятка природи «Гирло річки Бакшала» — 5,0 га,
- геологічна пам'ятка природи «Протичанська скеля» — 0,03 га,
- геологічна пам'ятка природи «Турецький стіл» — 0,01 га,
- заповідне урочище «Лабіринт» — 247,0 га,
- заповідне урочище «Василева пасіка» — 252,0 га,
- заповідне урочище «Лівобережжя» — 226,0 га,
- заповідне урочище «Літній хутір Скаржинського» — 105,7 га.

## Клімат
Клімат району розташування НПП «Бузький Гард» є помірно-континентальним, з характерними, для степової зони, особливостями. Регіон розташований у Північно-степовій підзоні. Він характеризується малосніжною, порівняно теплою нестійкою зимою, жарким літом з недостатнім і нестійким зволоженням, частою повторюваністю посух і суховіїв.
Температура повітря протягом року змінюється в широкому діапазоні від −34 °C до +39 °C. Температура вище 0 °C тримається тут дев'ять місяців.

## Ґрунти
Основною ґрунтотвірною породою на території національного природного парку «Бузький Гард» є леси. З півночі на південь вони вкривають увесь простір міжріччя.

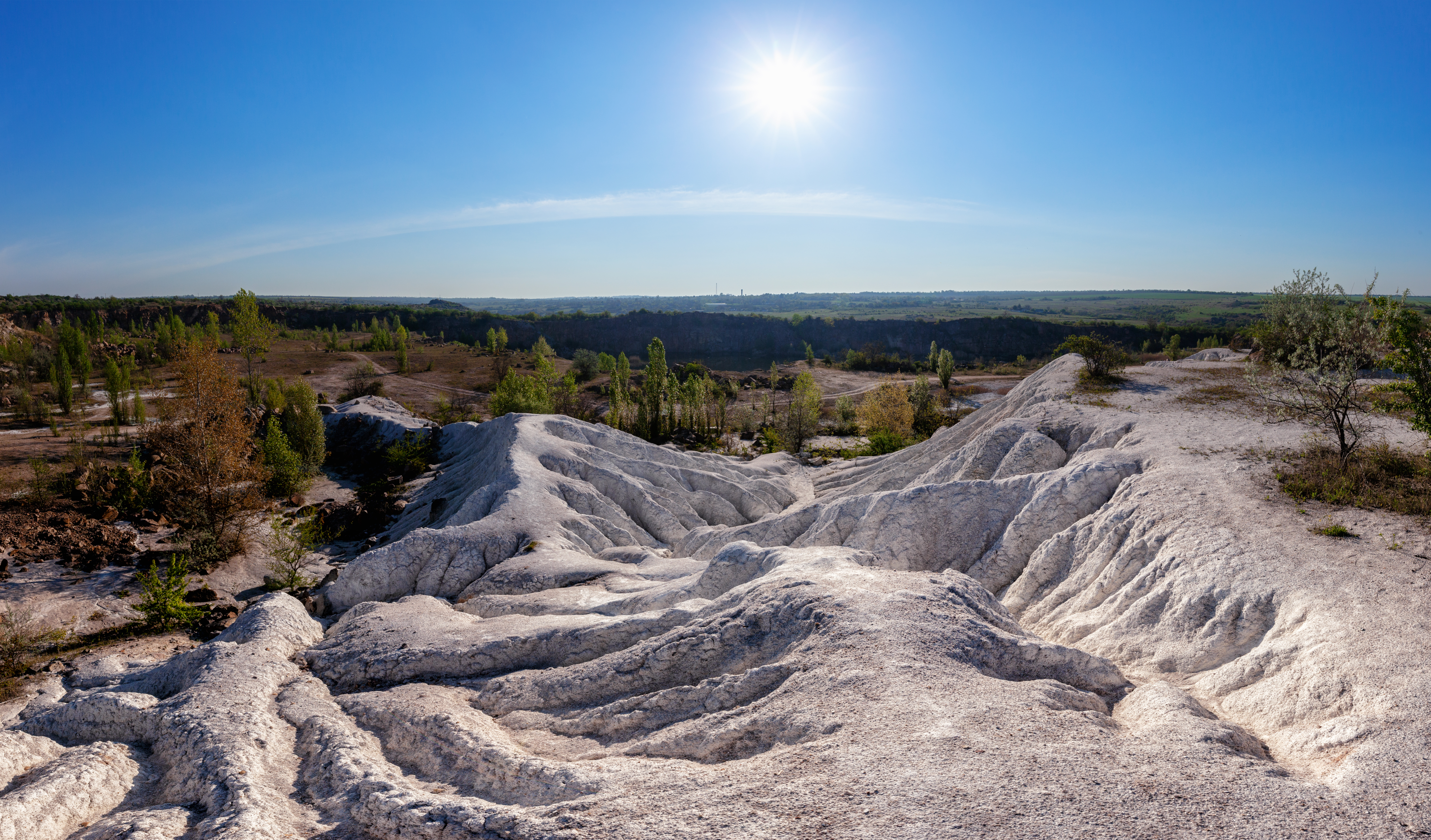
Осередок відслонення порід

За механічним складом леси першого ярусу переважно легкосуглинисті і важкосуглинисті. Вони містять від 15 % до 16 % CaCO3, що обумовлює у процесі ґрунтоутворення, закріплення продуктів розпаду органічних мас, гумусних з'єднань і, як наслідок, утворення родючих чорноземів. У пониженнях рельєфу подекуди трапляються оглеєні леси, які відзначаються несприятливими для ґрунтоутворення фізичними якостями — щільною будовою і низькою водопроникністю. На давніх терасах трапляються лесоподібні суглинки, що відзначаються легким механічним складом. На схилах долини р. Південний Буг та його приток, по балках, у місцях, де спостерігаються відслонення гранітів та гнейсів, утворюється елювій магматичних порід. Майже на всій території парку леси підстелені червоно-бурими глинами, які характеризуються важким механічним складом та високою водопроникністю. Це обумовлює утворення чорноземів різного ступеню засоленості.

## Флора
Флора НПП «Бузький Гард» налічує більше ніж 1000 видів рослин. Інвентаризаційними дослідженнями на території парку виявлено 861 вид покритонасінних рослин, 2 види голонасінних, 10 видів папоротей, 4 види хвощів, 76 видів мохоподібних, 46 видів лишайників та 141 вид водоростей. 34 представники місцевої флори занесені до Червоної книги України, 6 — до Європейського червоного списку, 5 — до Червоного списку Міжнародного союзу охорони природи, 2 — до Бернської конвенції. Одинадцять рослинних угруповань занесені до «Зеленої книги» України. Серед рідкісних видів тут представлені: смілка бузька (Silene hypanica), гвоздика бузька (Dianthus hypanicus), вишня Клокова (Cerasus klokovii), мерингія бузька (Moehringia hypanica), громовик гранітний (Onosma graniticola), рутвиця смердюча (Thalictrum foetidum), чистець вузьколистий (Stachys angustifolia), тюльпан бузький (Tulipa hypanica), ковила гранітна (Stipa graniticola) та багато інших.

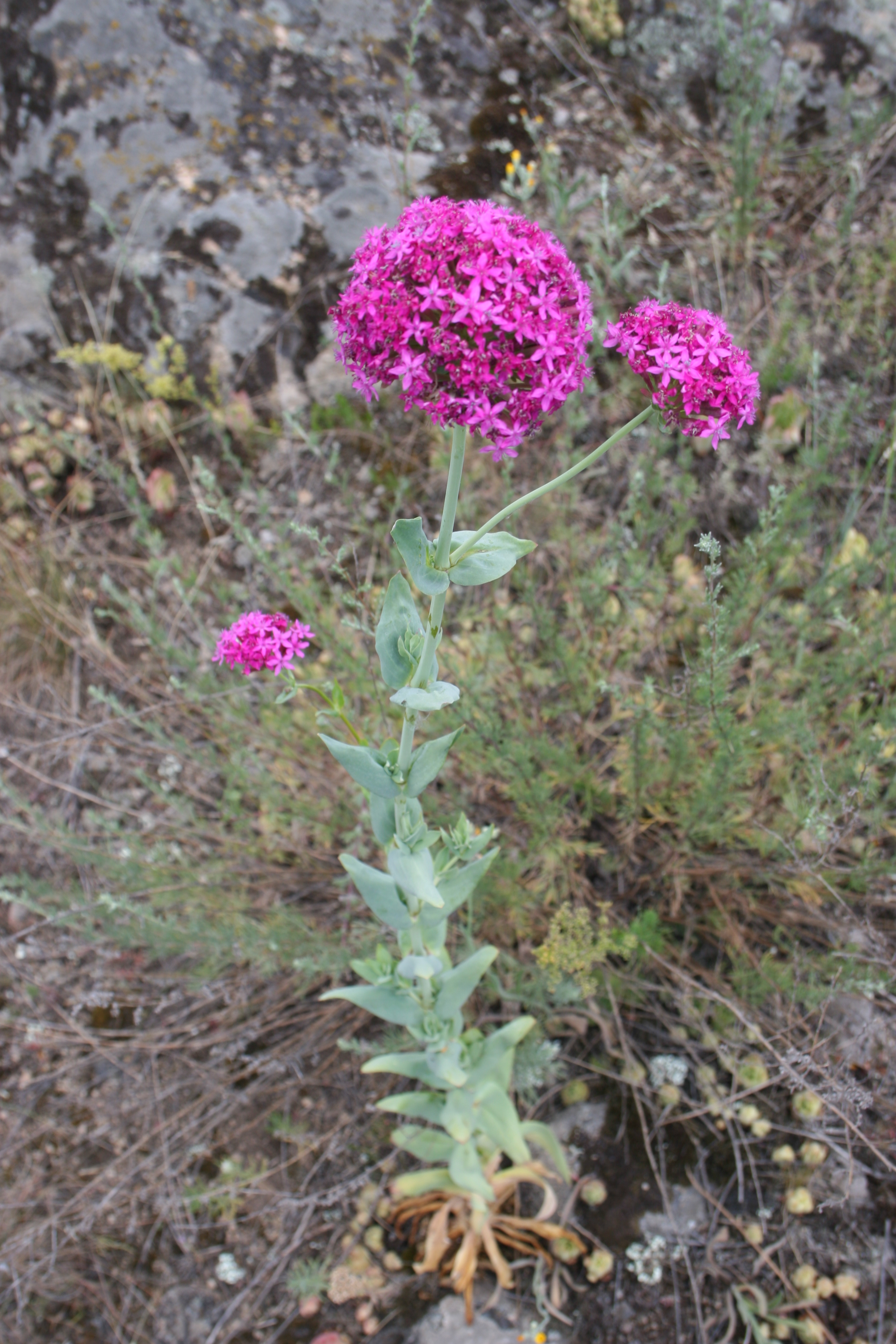
Смілка бузька
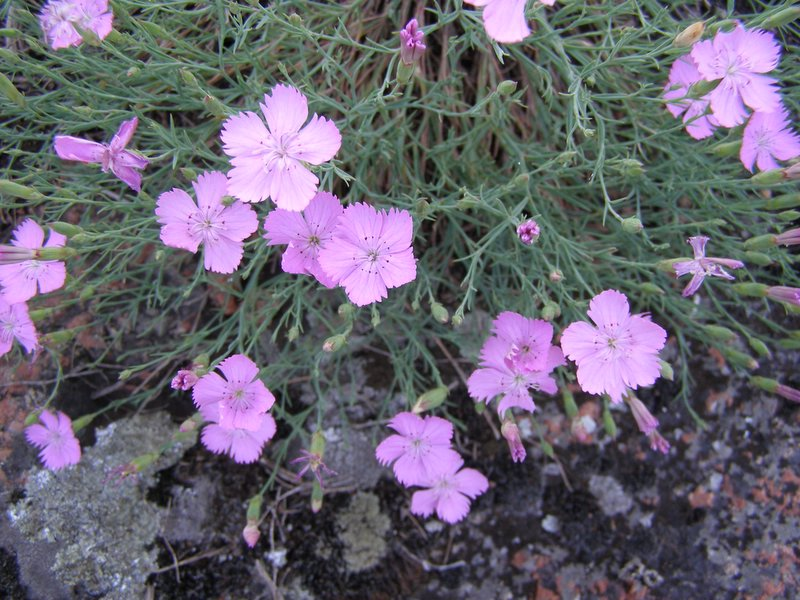
Гвоздика бузька

## Фауна
На сьогодні на території парку мешкає 22 види хребетних тварин, що занесені до Червоної книги України, 5 — до Європейського червоного списку, 5 — до Червоного списку Міжнародного союзу охорони природи, 176 — до Бернської конвенції. Серед переліку рідкісних видів — полоз лісовий (Elaphe Longissima), видра річкова (Lutra lutra), марена дніпровська (Barbus barbus borysthenicus), орел-карлик (Hieraaetus pennatus), підорлик малий (Aquila pomarina), ящірка зелена (Lacerta viridis) та багато інших. Чисельність безхребетних за оцінкою фахівців сягає понад 11000 видів. Серед них на території парку відмічено 23 види, що занесені до Червоної книги України, 10 — до Європейського червоного списку, 4 — до Червоного списку Міжнародного союзу охорони природи, 7 — до Бернської конвенції. Рідкісними є дозорець-імператор (Anax imperator), дибка степова (Saga pedo), красотіл пахучий (Calosoma sycophanta), поліксена (Zerynthia polyxena), джміль глинистий (Bombus argillaceus) тощо.

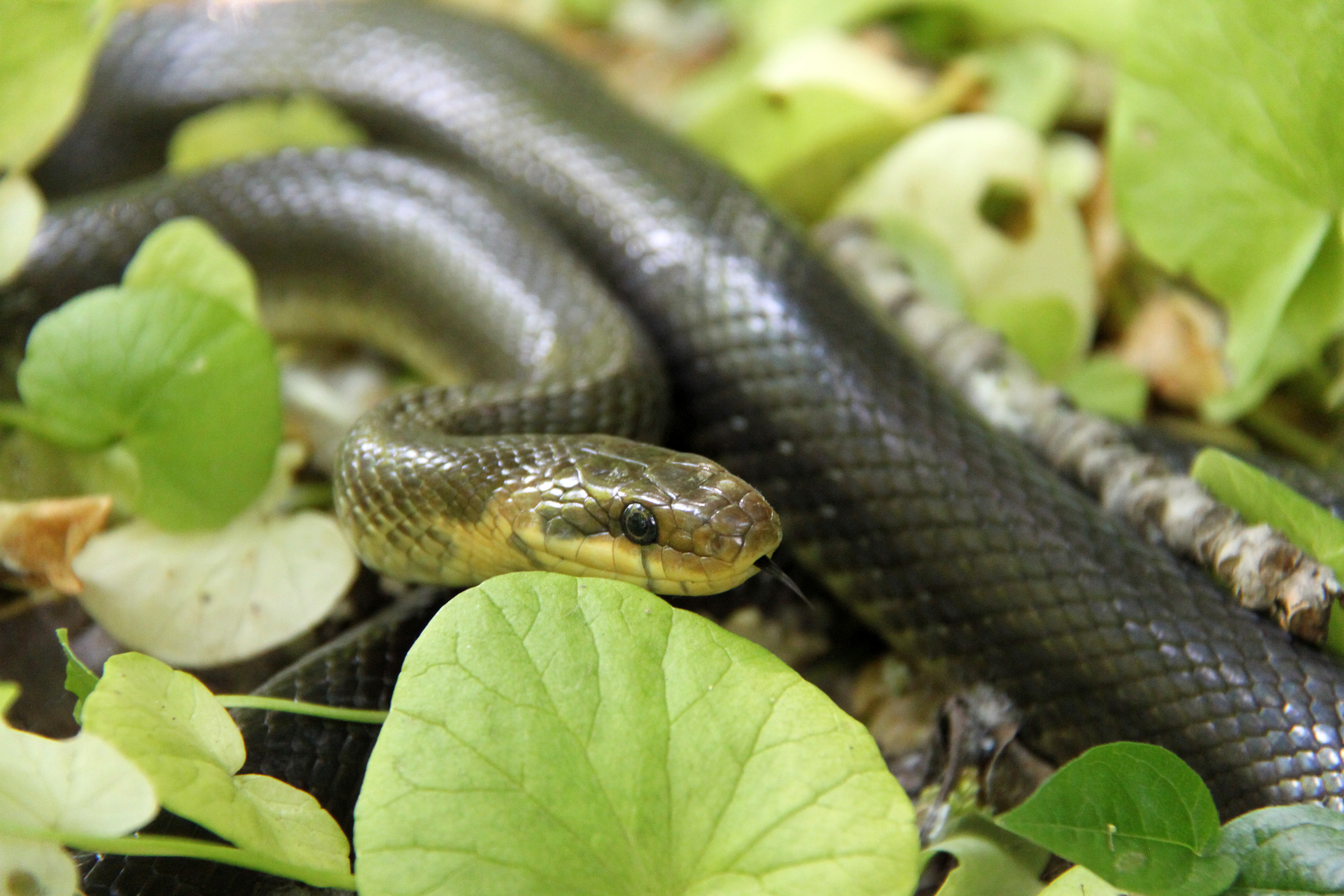
Полоз лісовий
Ящірка зелена

## Рекреація
Завдяки своєму розташуванню територія національного природного парку «Бузький Гард» у достатній кількості має мальовничі куточки, придатні для відпочинку, оздоровчо-пізнавальної рекреації тощо. Найпривабливішими для відвідувачів є: урочища «Протич», «Громове», «Лабіринт», «Гард» та інші.
Для гірського туризму, скелелазіння найціннішими є виходи кристалічних порід в урочищі «Громове» (скеля Громова), в урочищі «Романова Балка» (скеля «Крапля») в Актовському каньйоні.
Основна частина водних рекреаційних ресурсів представлена річкою Південний Буг, де проходять водні маршрути по порогах II—III категорії складності на плавзасобах різних класів (рафти, катамарани, каяки). Вся ділянка русла річки, де проходять водні маршрути (від с. Мигії до с. Богданівки), має популярність серед любителів активного виду відпочинку. Найвідвідуванішими є: урочище «Протич» та гирло річки Велика Корабельна.

## Перспективи розвитку рекреації
З подальшим використанням рекреаційних ресурсів у рекреаційній і туристичній діяльності адміністрації парку необхідно здійснити організаційно-господарські заходи, які включають у себе будівництво та обладнання візит-центру, еколого-інформаційних пунктів, створення нових і облаштування уже існуючих екскурсійних та туристичних маршрутів, стежок, рекреаційних пунктів тощо. Саме ці заходи направлені на здійснення регулювання чисельності відвідувачів та підвищення місткості рекреаційних ділянок.

## Геологічні об'єкти, мальовничі ландшафти
На території НПП «Бузький Гард» надзвичайно мальовничими є каньйоноподібні долини рр. Південний Буг, Арбузинка, Мертвовод.

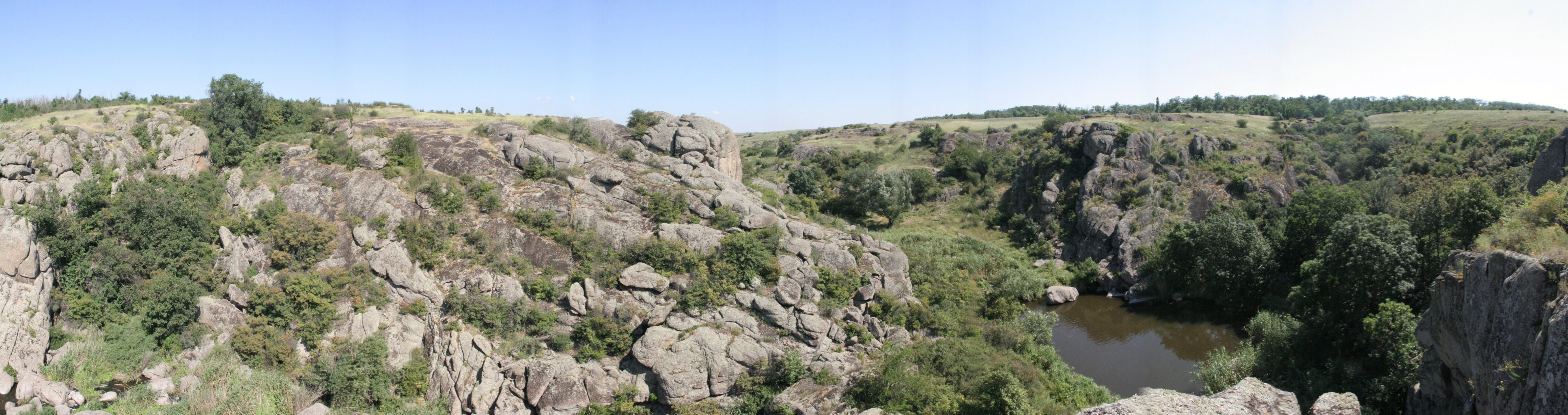
Актовський каньйон

Пороги, що до нашого часу збереглися на Південному Бузі, мають місцеву назву брояки. З ними, як і з багатьма островами та скелями, пов'язана велика кількість запорозько-гайдамацьких легенд і переказів, які зберігають пам'ять про козацьку старовину та бувальщини. Про минуле говорять їхні назви: Запорозька брояка, острів козака Мамая, скелі Турецький стіл і Пугач, Гайдамацька балка та інші.
Ця особливість забезпечила місцевості у 2008 році перемогу РЛП «Гранітно-степове Побужжя» у всеукраїнській акції «Сім чудес України» у другому етапі акції «Сім природних чудес України». У 2009 році в рамках конкурсу «Сім природних чудес Миколаївської області» чотири природних об'єкти на території НПП «Бузький Гард» отримали відзнаки переможців.

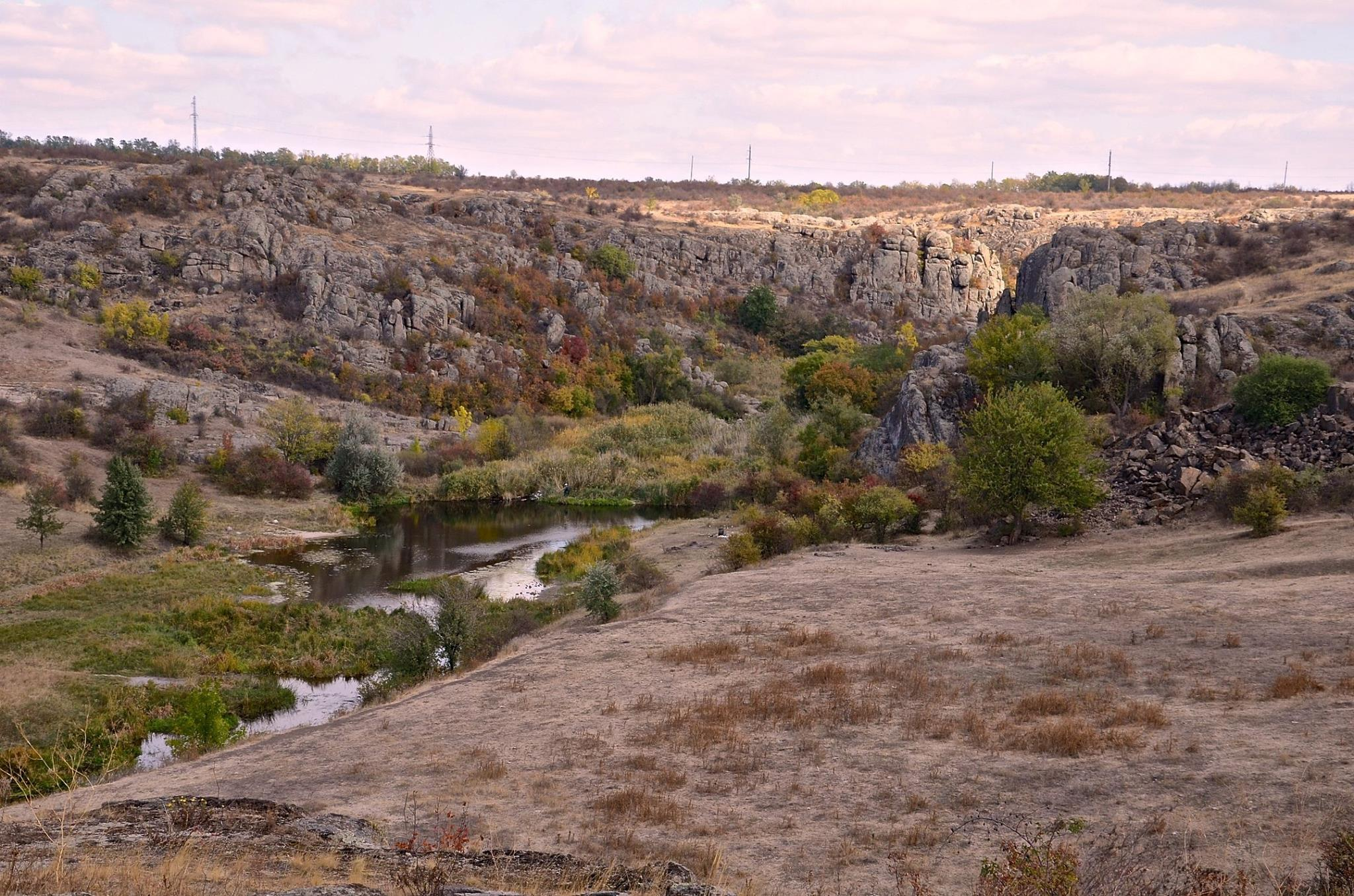
Краєвид Актівського каньйону
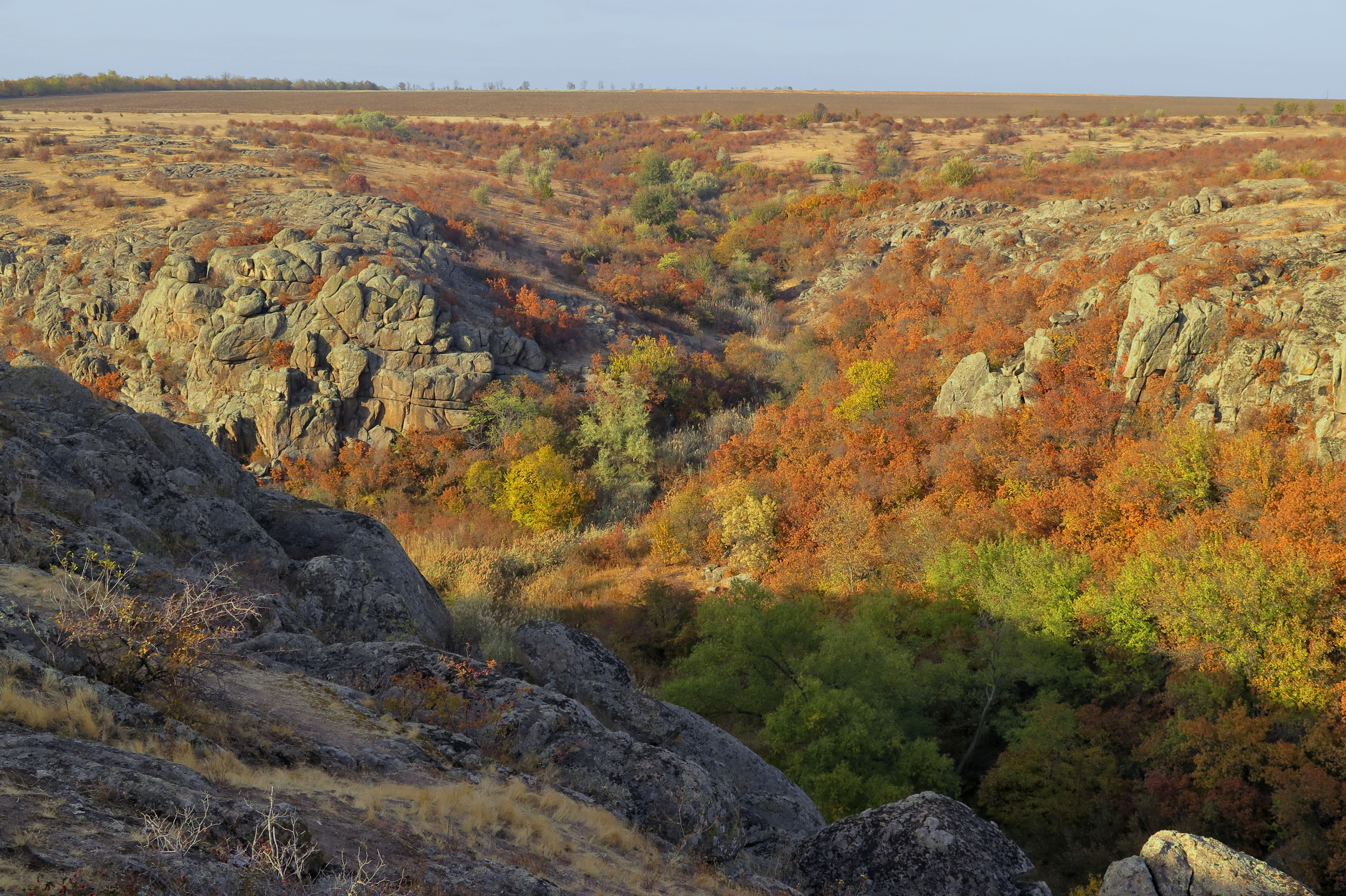
Актівський каньйон восени
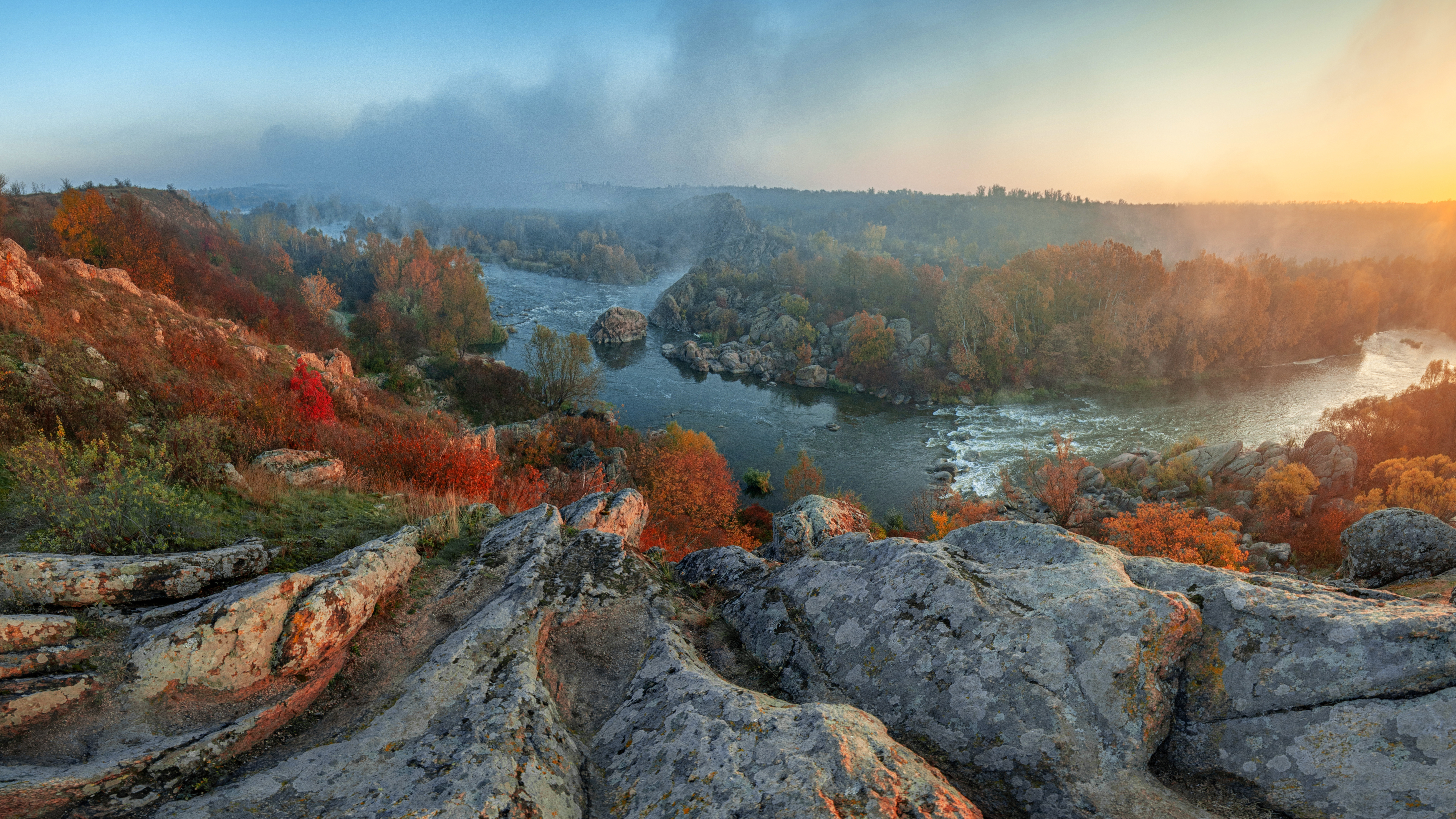
Гранітні скелі біля р. Південний Буг
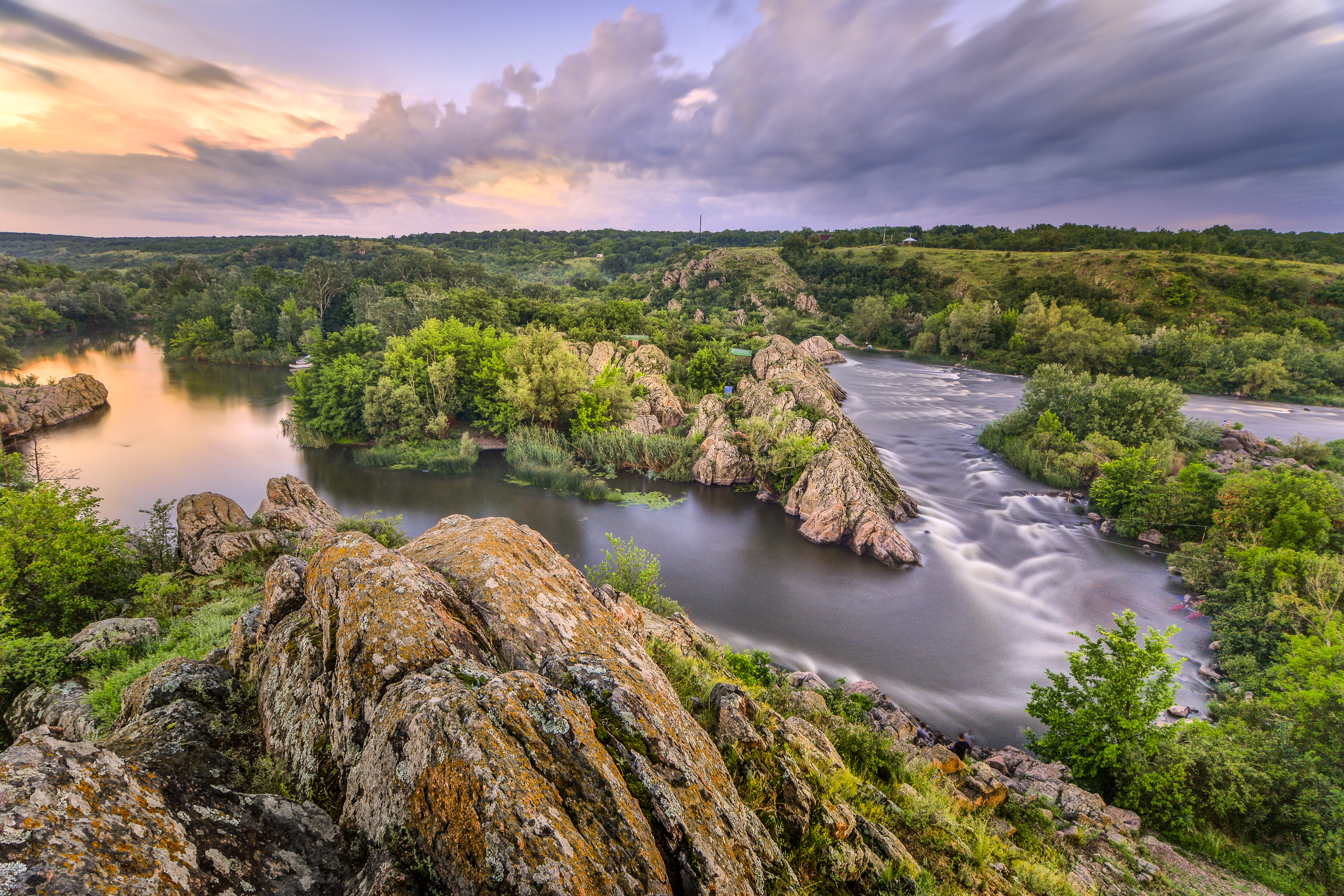
Місце, де Південний Буг утворює згиб ("Інтеграл")
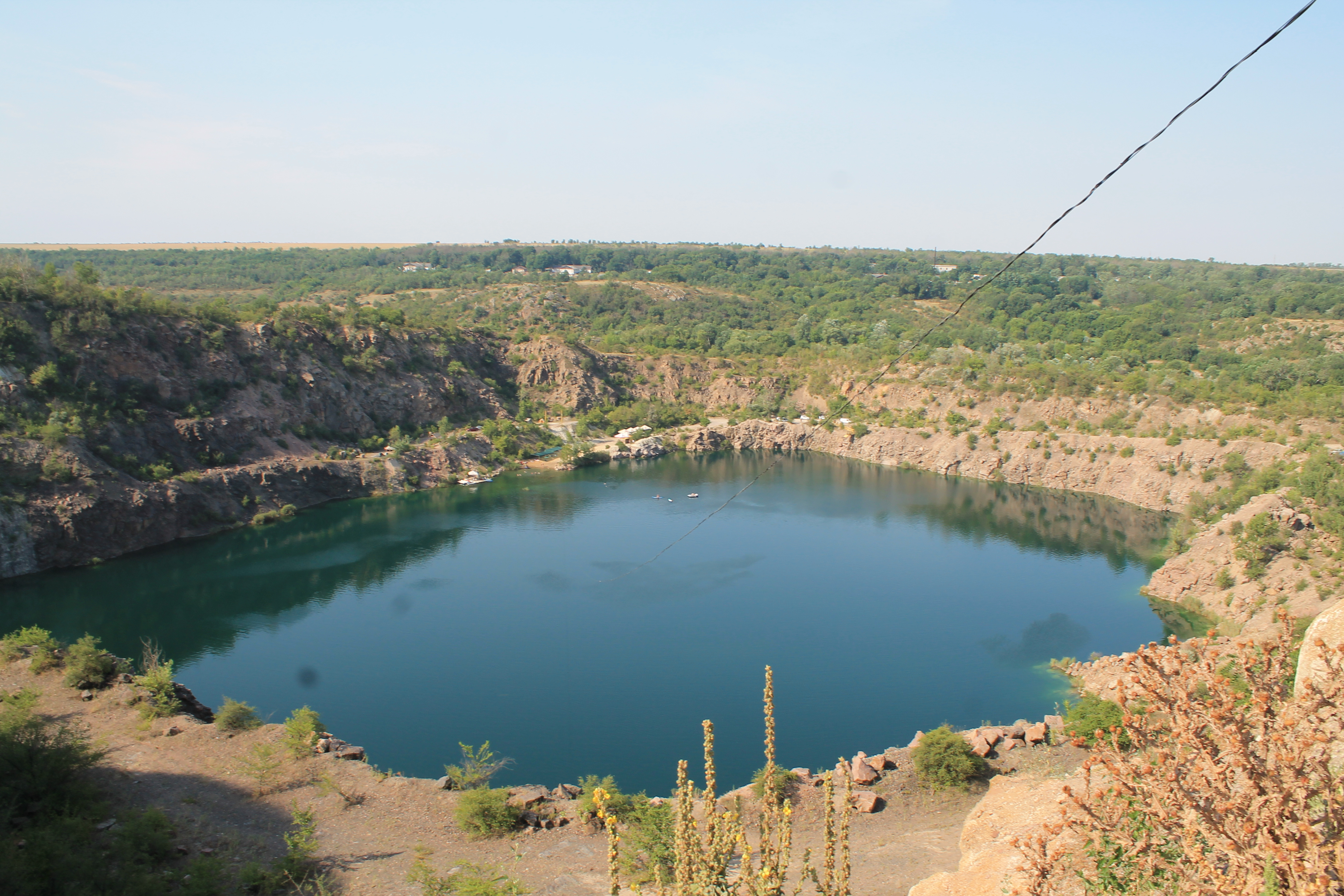
Затоплений кар'єр (Родонове озеро) біля с. Мигія

## Наукові дослідження та форуми
Восени 2004 року в НПП (тоді як РЛП «Гранітно-степове Побужжя») протягом тижня проходила XI Теріологічна школа-семінар, що мала назву «Дослідження гідрофільних угруповань ссавців» (11—16 жовтня 2004 року); головним організатором від приймаючої сторони був Владислав Артамонов.

## Історико-культурне значення
Окрім цінності як об'єкт заповідного фонду Бузький Гард має також великий інтерес як об'єкт історичної спадщини, оскільки саме в цьому місці був центр Бугогардівської паланки Війська Запорозького часів Нової Січі (1734—1775 рр.).

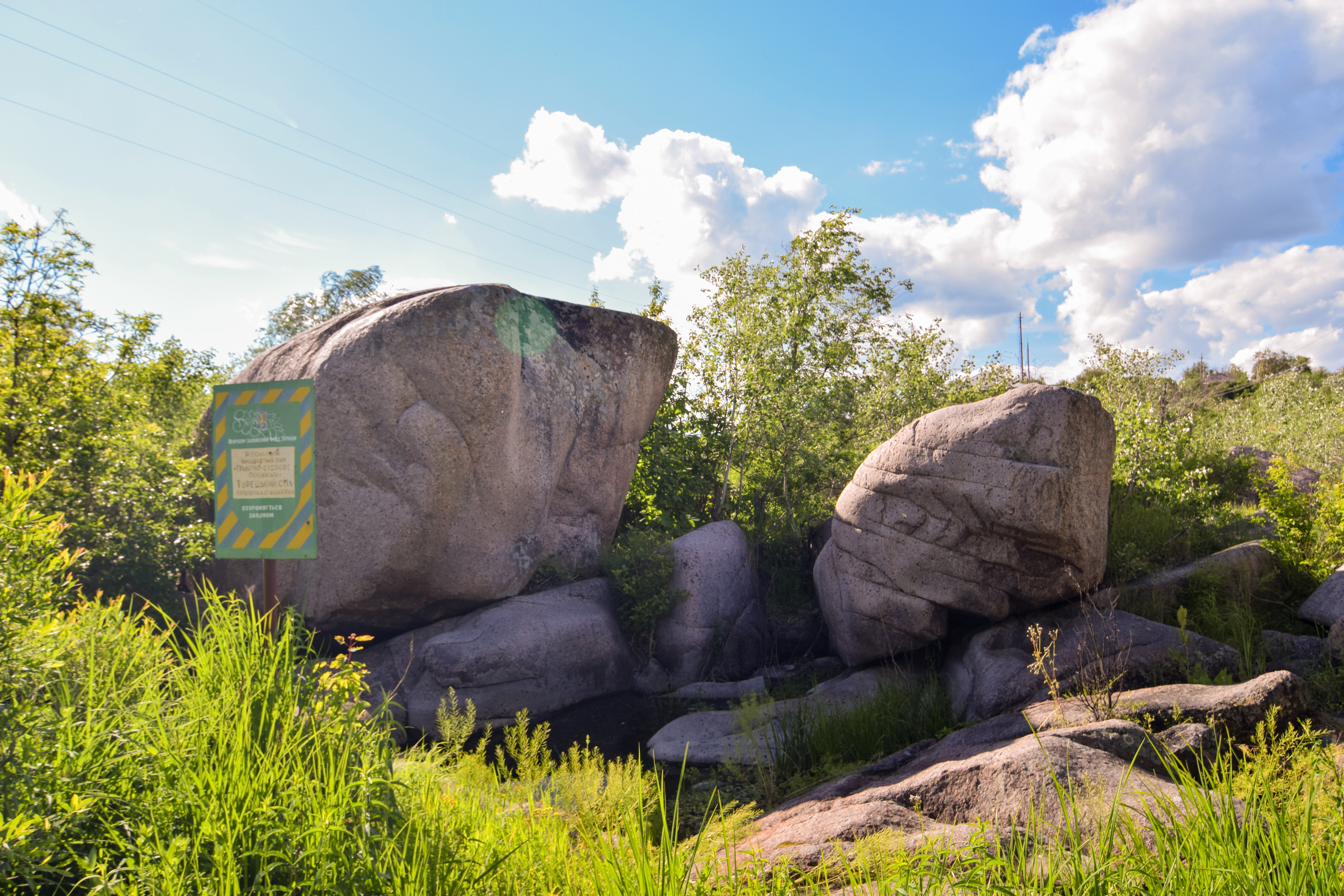
Турецький стіл. Назва свідчить, що в цих місцях перебували козаки

## Стан охорони біорізноманіття
Попри те, що цей національний парк має дуже маленьку площу заповідної зони — всього 307 га, порядку в ній немає. Саму заповідну зону поділено на 8 ділянок по 30-50 га.
У заповідній ділянці Петропавлівського каньйону Трикратського відділення не встановлені знаки «Заповідна зона», немає шлагбаумів на в'їзді до заповідної зони. Тут також відмічений незаконний випас корів, сміття від туристів, сліди порубок дерев туристами, а також сліди вогнищ і знайдені гільзи від мисливської рушниці.
У заповідній ділянці — острівний комплекс між селами Мигія і Грушівка на р. Південний Буг Мигіївського відділення відмічено незаконне встановлення на всіх островах наметів відпочивальників, а також розпалювання вогнищ. Ніде немає знаків «Заповідна зона». У заповідній ділянці Актовського каньйону Трикратського відділення не встановлені знаки «Заповідна зона», є сліди вогнищ, також виявлений незаконний заїзд автомашин.

## Галерея

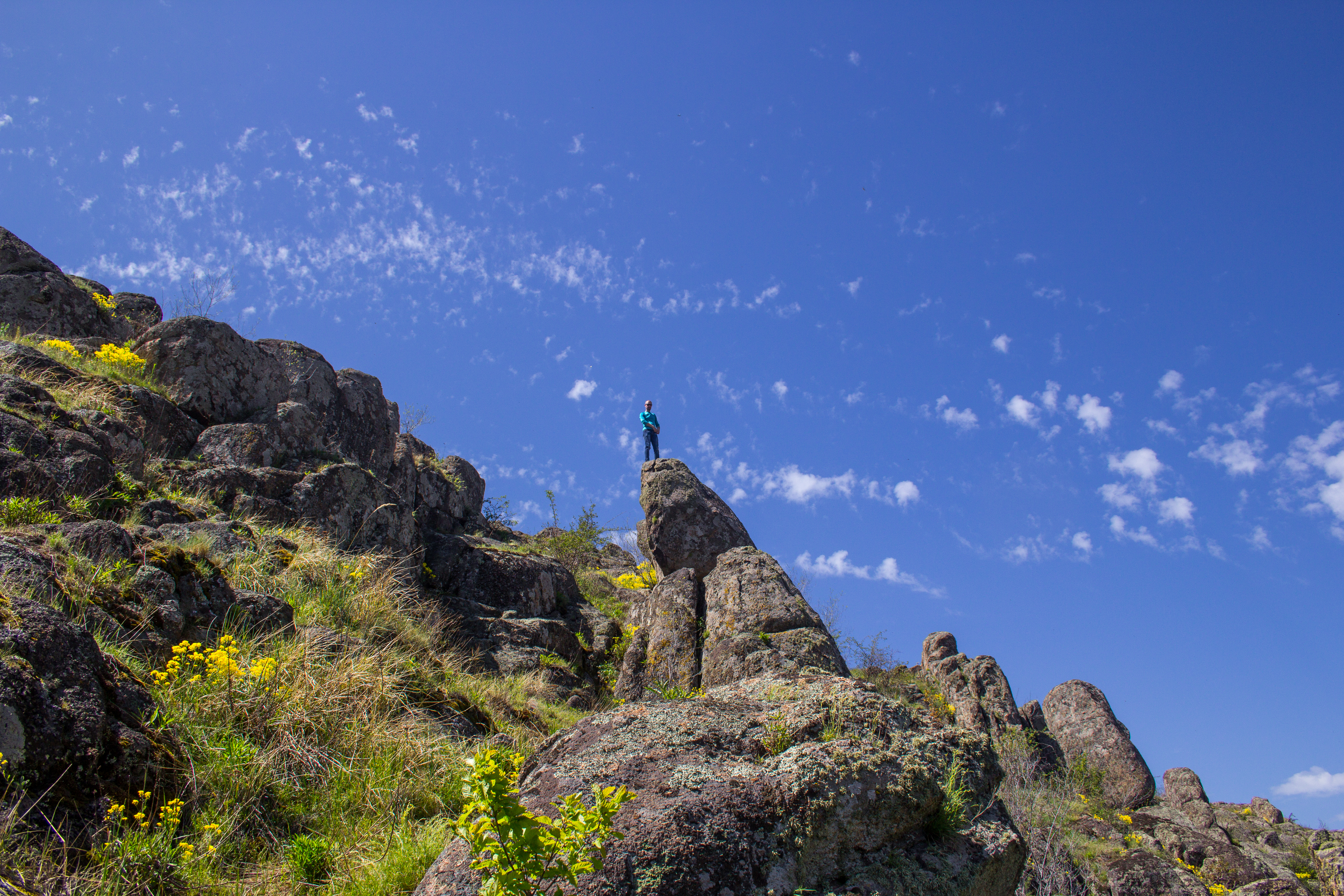
Актівський каньйон біля с.Актове

## Ресурси Інтернету
- НПП «Бузький гард». Офіційний сайт [Архівовано 9 березня 2016 у Wayback Machine.]
- Національний природний парк «Бузький Гард» на сайті «Заповідна Україна»
- Національний природний парк «Бузький Гард» // Миколаївська обласна бібліотека для дітей імені В. О. Лягіна
- 7 чудес України. Гранітно-степове Побужжя (регіонально-ландшафтний парк, Миколаївщина)
- 7 чудес України. Урочище «Гард»
- Про новостворений національний парк «Бузький Гард»: «Між Дністром і Бугом» З серії «Новий злет природно-заповідної справи на Україні» [Архівовано 24 червня 2012 у Wayback Machine.]
- Кто тревожится о «Гранитно-степном Побужье»? [Архівовано 4 березня 2016 у Wayback Machine.]
- Инициатива облсовета по уничтожению созданных на Николаевщине национальных парков повредит интересам николаевцев [Архівовано 29 жовтня 2014 у Wayback Machine.]

## Виноски
1. ↑  Національний природний парк "Бузький Гард"
2. ↑  Національний природний парк «Бузький Гард» wownature.in.ua
3. ↑  Васильковский А. П. Перечень участков и отдельных объектов природы, заслуживающих охраны // Краеведение. 1929. Т. 6. № 6. С. 362—378.
4. ↑  Бузький Гард [Архівовано 2022-11-05 у Wayback Machine.] Сайт Миколаївської обласної Ради
5. ↑  Теріологічна школа: хроніка щорічних семінарів [Архівовано 10 листопада 2013 у Wayback Machine.] // Вебсайт Українського теріологічного товариства НАН України www.terioshkola.org.ua